# Route 100 (Terre-Neuve-et-Labrador)
Pour les articles homonymes, voir Route 100.
La route 100 est une route tertiaire de la province de Terre-Neuve-et-Labrador, située dans l'est de l'île de Terre-Neuve, sur la péninsule d'Avalon. Elle est plus précisément située dans l'ouest de la péninsule. Elle est une route moyennement empruntée, puisqu'elle est le principal lien entre le traversier entre Argentia et Sydney et la Route Transcanadienne, et est aussi le principal lien entre Saint-Jean et la réserve écologique provinciale des oiseaux migrateurs du cap Saint-Mary's. De plus, elle est nommée Argentia-Cape Sore Highway et Argentia Rd., mesure 105 kilomètres, et est une route asphaltée sur l'entièreté de son tracé.

## Tracé
La 100 débute à Branch, dans l'extrême sud de la péninsule, sur la route 92. Elle se dirige vers l'ouest sur 13 kilomètres, croisant notamment la route menant vers le cap Saint-Mary's, puis elle bifurque vers le nord à Saint Bride's pour suivre la baie Placentia, sur 40 kilomètres. Elle traverse de nombreuses communautés le long de la baie, en suivant de très près la côte, donc elle est très courbée. À Point Verde, elle tourne vers l'est pour croiser la route 91, puis elle tourne vers le nord pour traverser la ville de Placentia. Elle croise ensuite la route menant vers le traversier et vers Argentia. Elle suit la rivière Northeast en se dirigeant par la suite vers l'est, puis elle traverse une région beaucoup plus isolée. 38 kilomètres à l'est-nord-est, elle aboutit sur la Route Transcanadienne, la route 1, sur une intersection en T, à l'ouest de sa sortie 28, alors qu'elle n'est plus une autoroute à accès limité.

## Parcs provinciaux
- Parc provincial Goosebery Cove
- Parc provincial Fitzgeralds Pond

## Attraits
- College of the North Atlantic
- Lieu historique national du Canada de Castle Hill

## Communautés traversées
- Branch
- Saint Bride's
- Cuslett
- Angel's Cove
- Patrick's Cove
- Goosebery Cove
- Ship Cove
- Great Barasway
- Little Barasway
- Point Verde
- Southeast Placentia
- Placentia
- Jerseyville
- Freshwater
- Dunville